# 麥基弗 (紐約州)
麥基弗（英語：McKeever）是位於美國紐約州赫基默縣的非建制地區。

## 歷史
麥基弗的郵局於1895年設立，其後於1962年停運。

## 地理
麥基弗所處的海拔為高於海平面465米（即1526英呎），而該地所採用的時區為UTC-5，即北美东部时区（EST）。同時該地設有夏令時間，為UTC-5調快一小時，即UTC-4（EDT）。